# Dimorphotheca ecklonis
 Dimorphotheca ecklonis  DC., 1838 è una specie di pianta angiosperma dicotiledone della famiglia delle Asteraceae (sottofamiglia Asteroideae).

## Distribuzione e habitat
Questa specie è originaria della Provincia del Capo, in Sudafrica.

## Galleria d'immagini

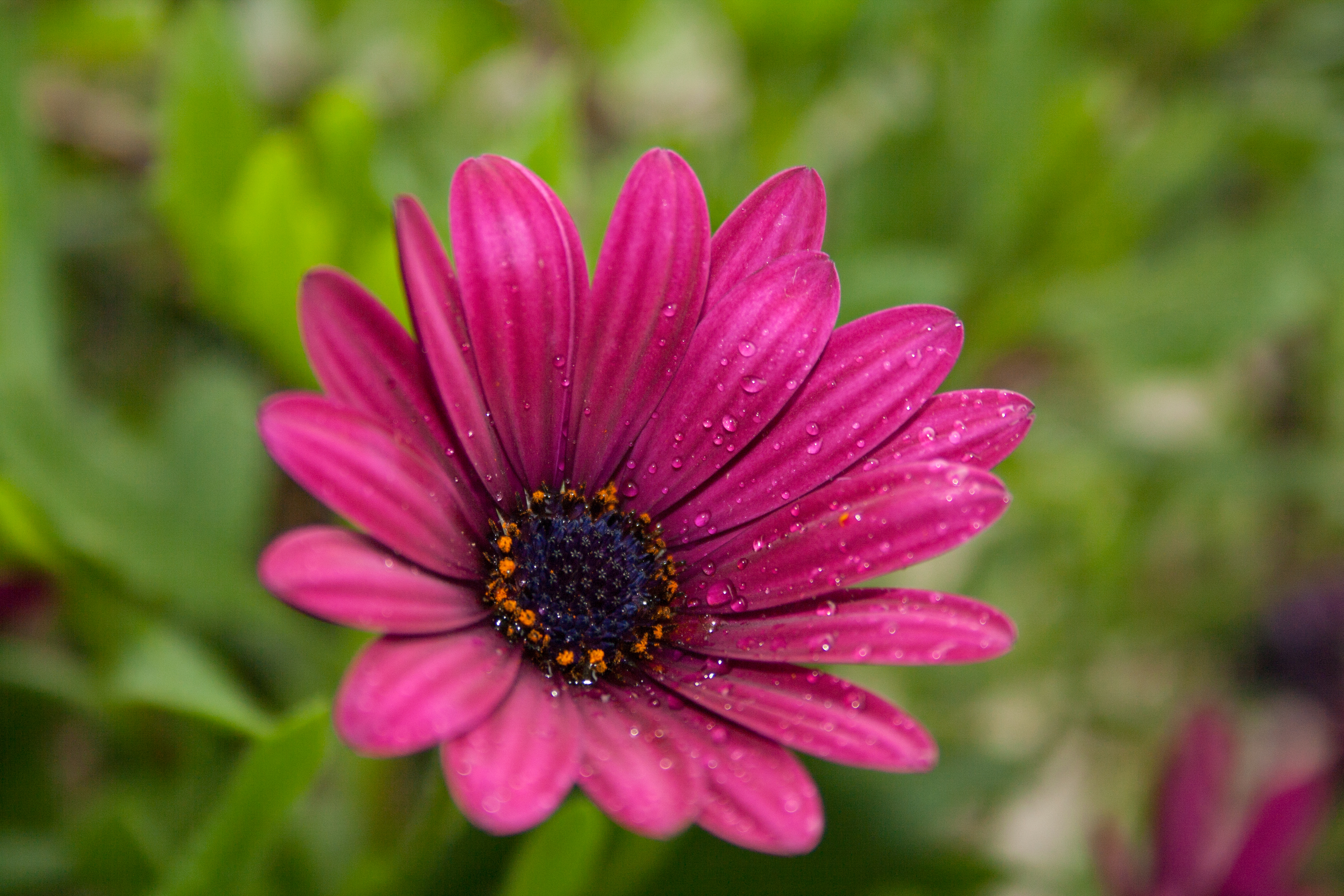
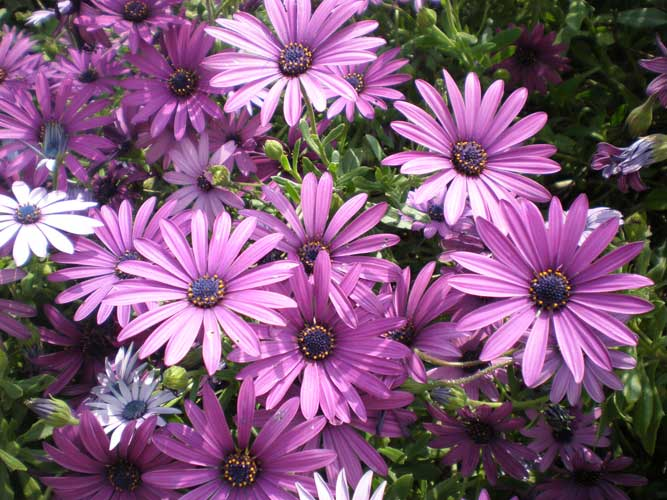
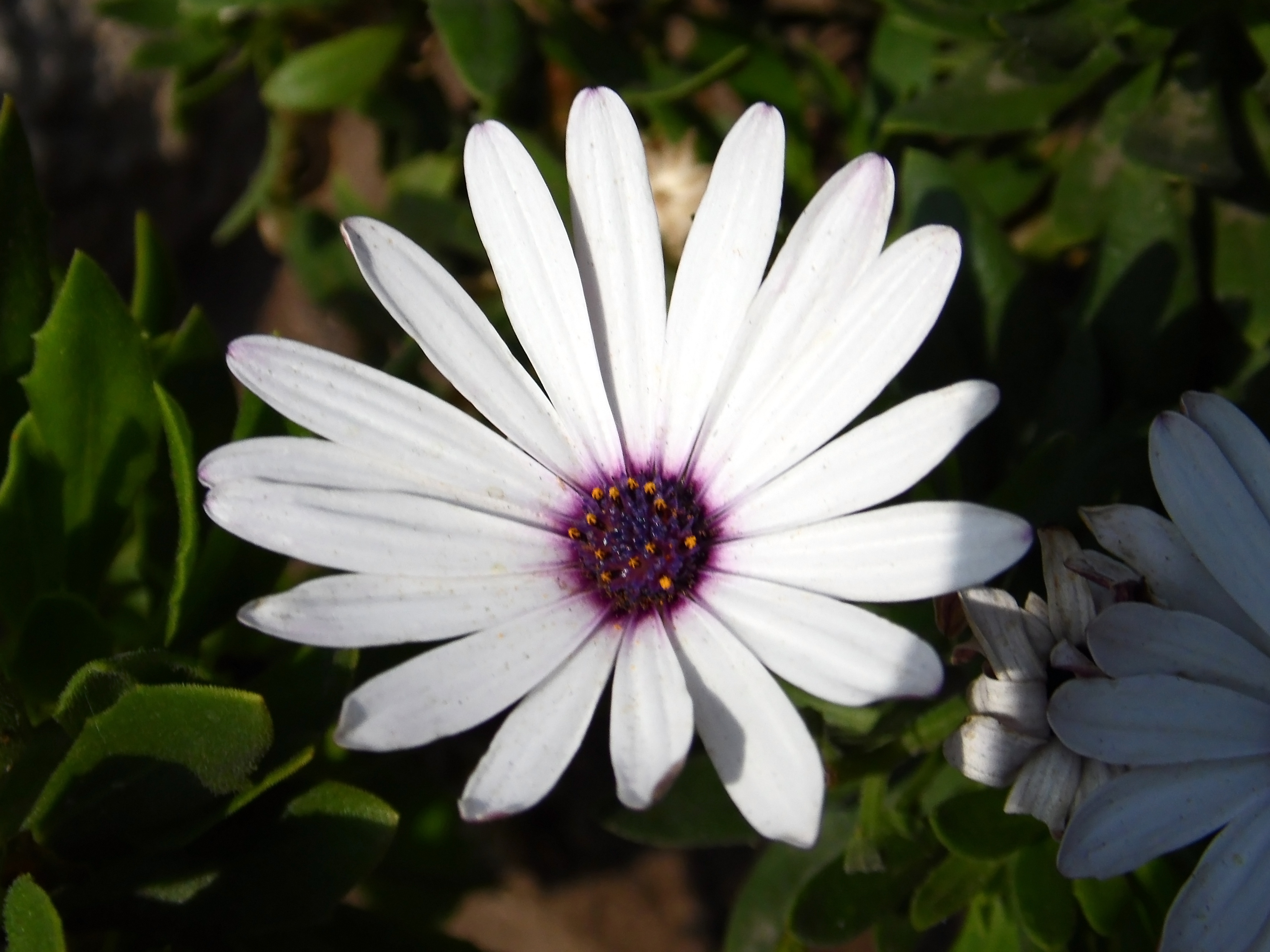
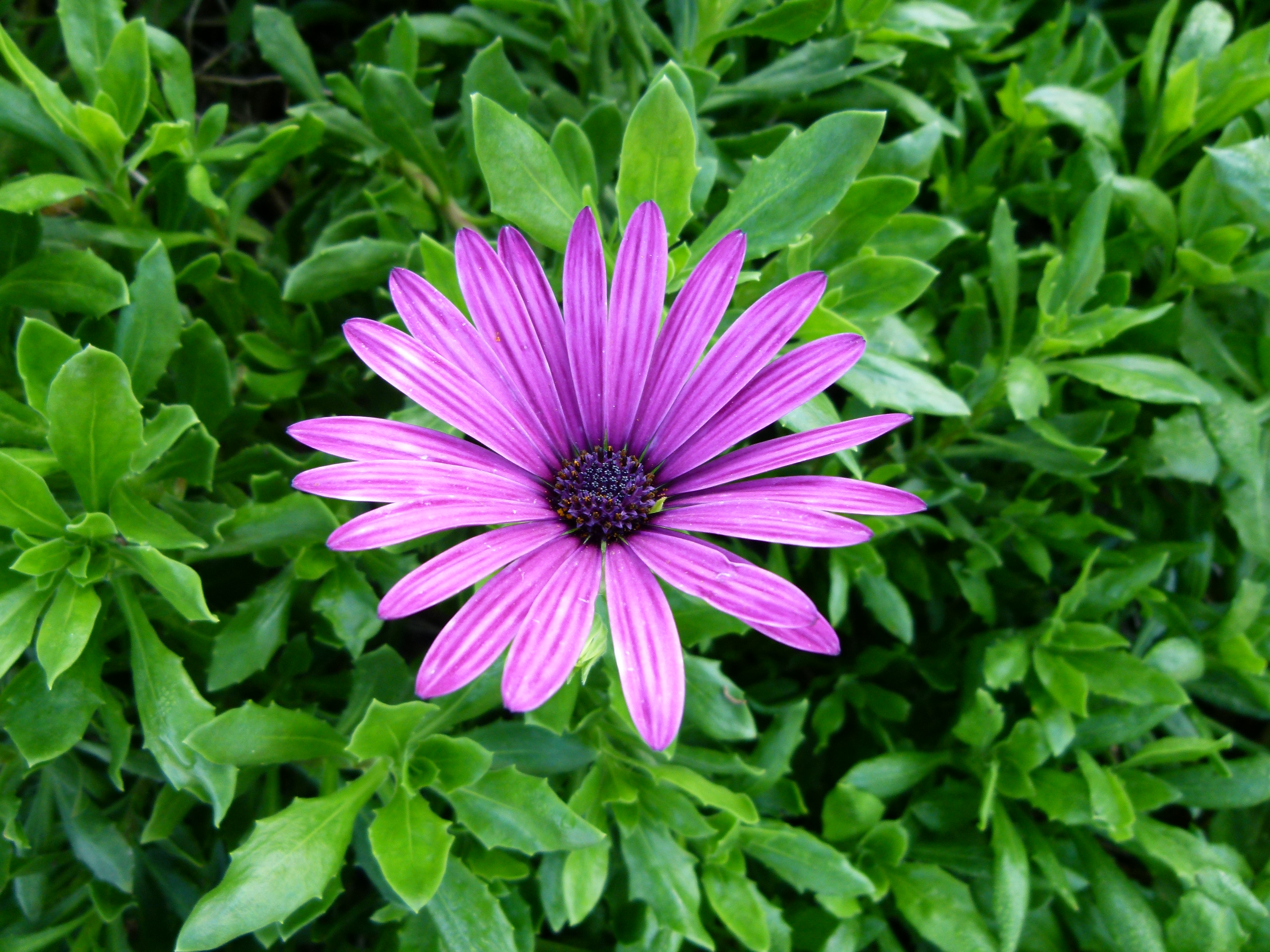
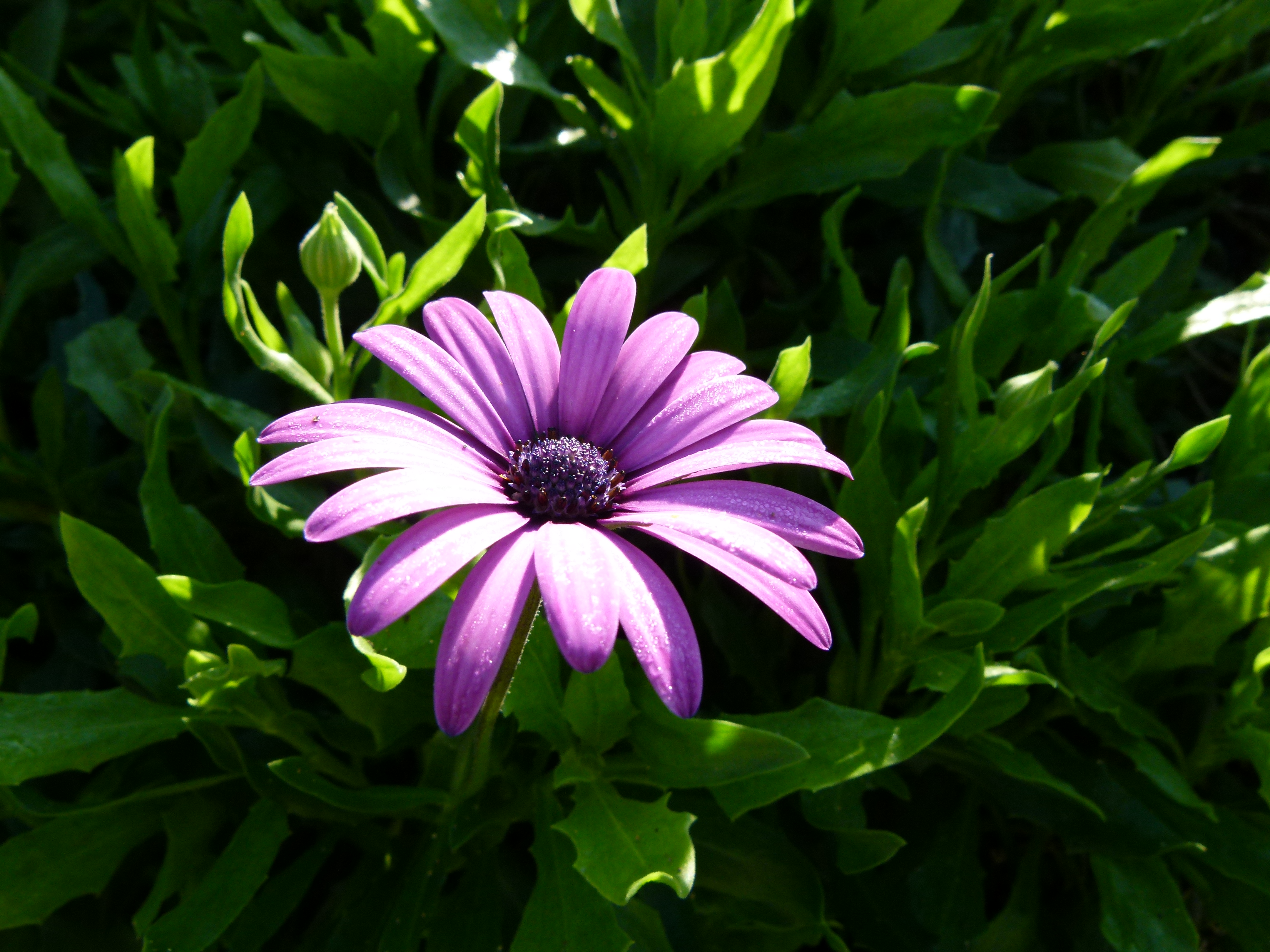
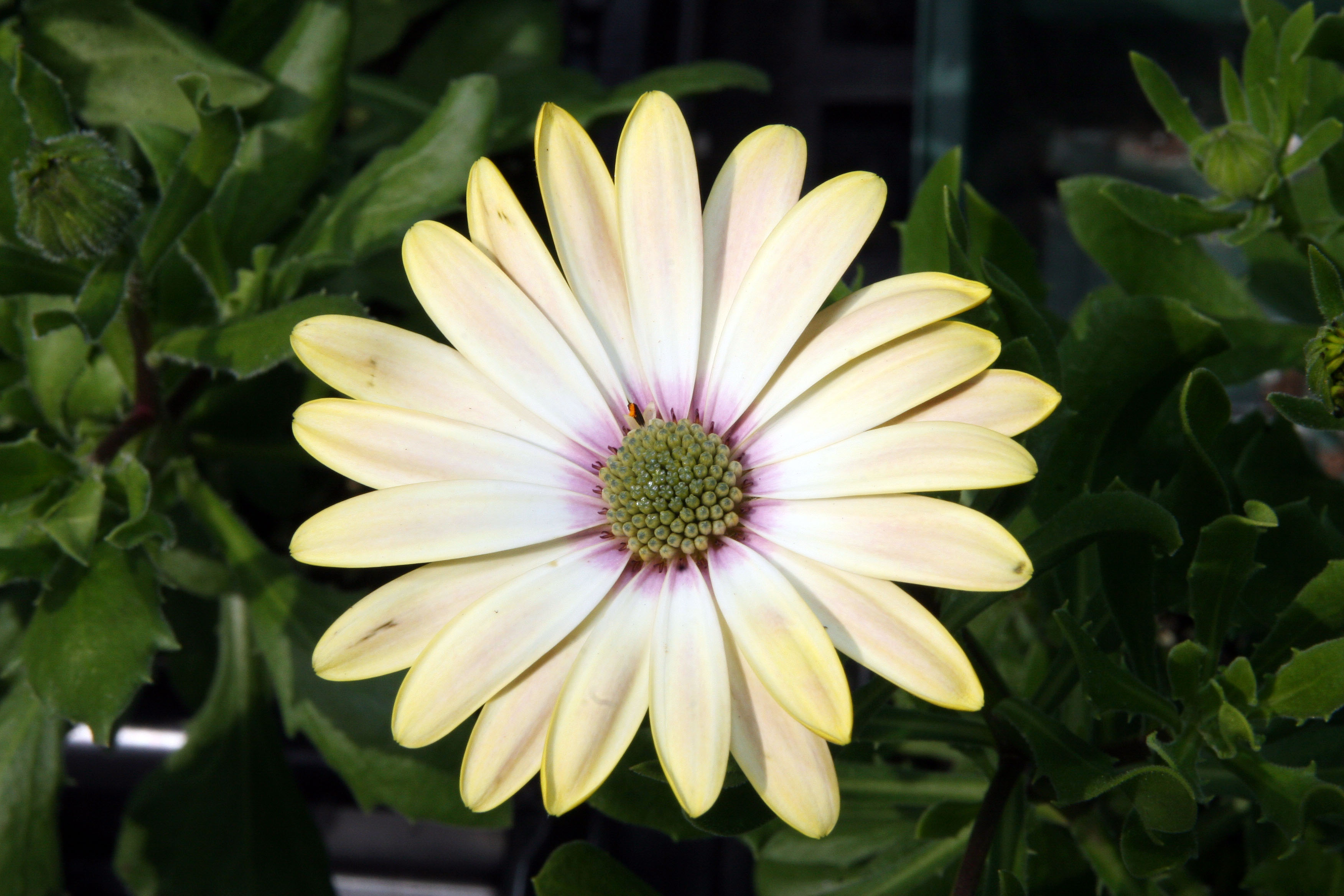
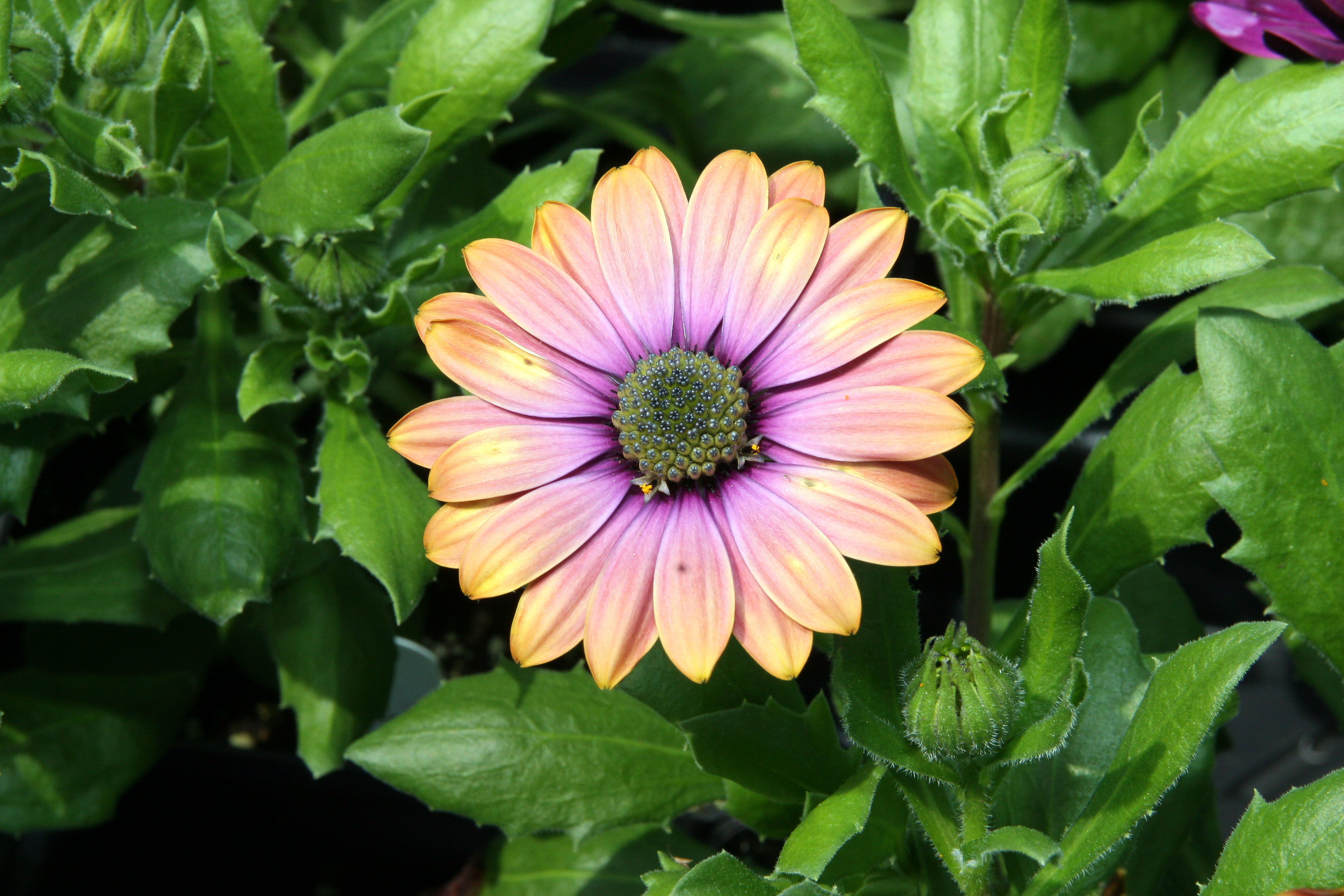
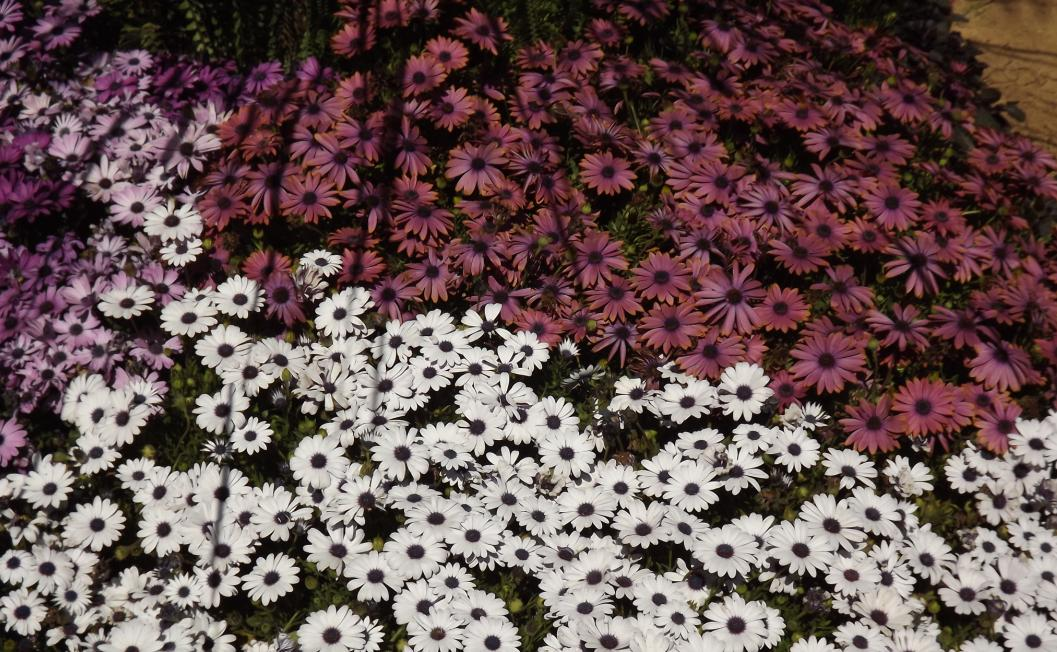